# Spelcartridge

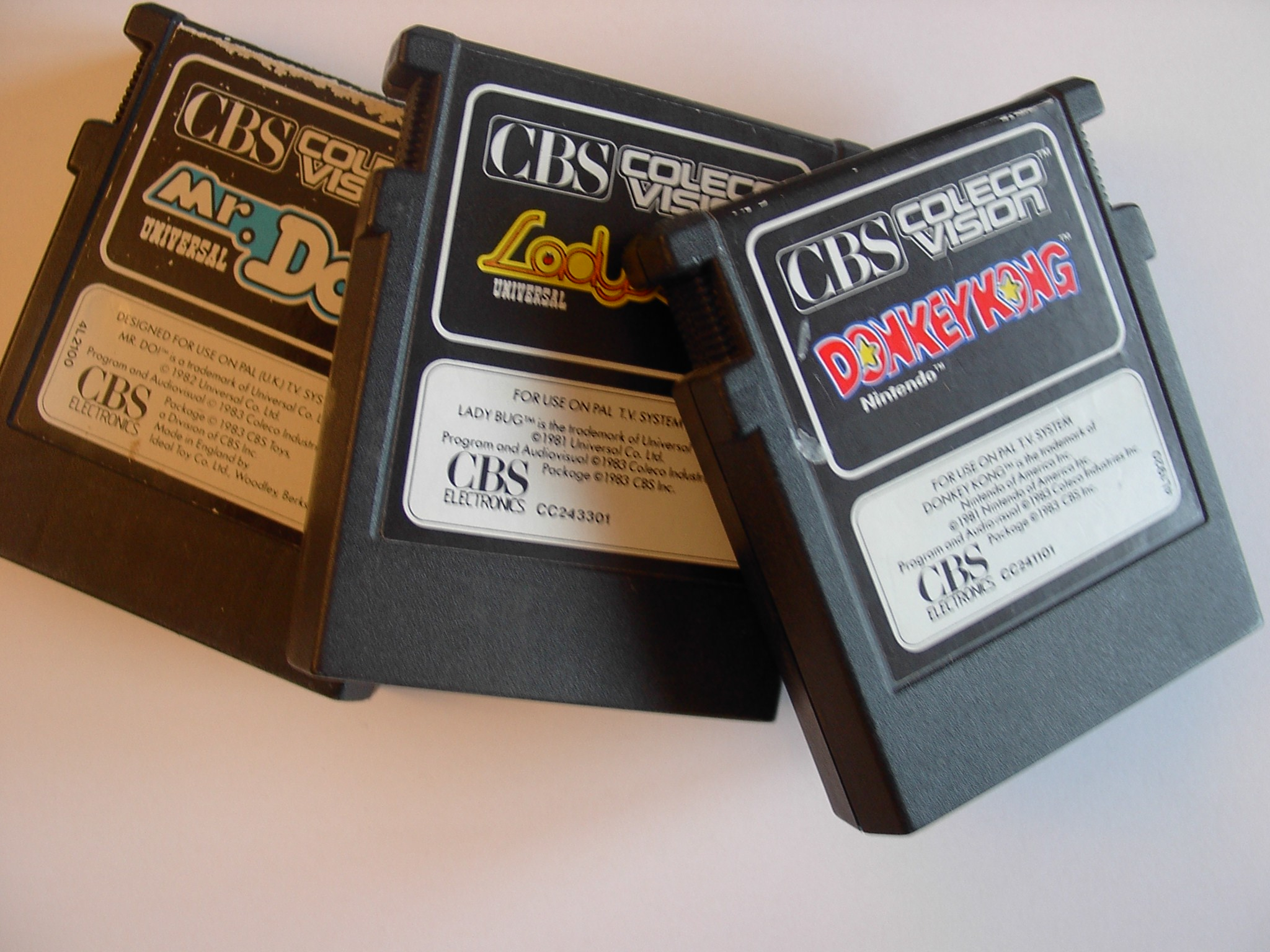
Spelcartridges voor de ColecoVision.

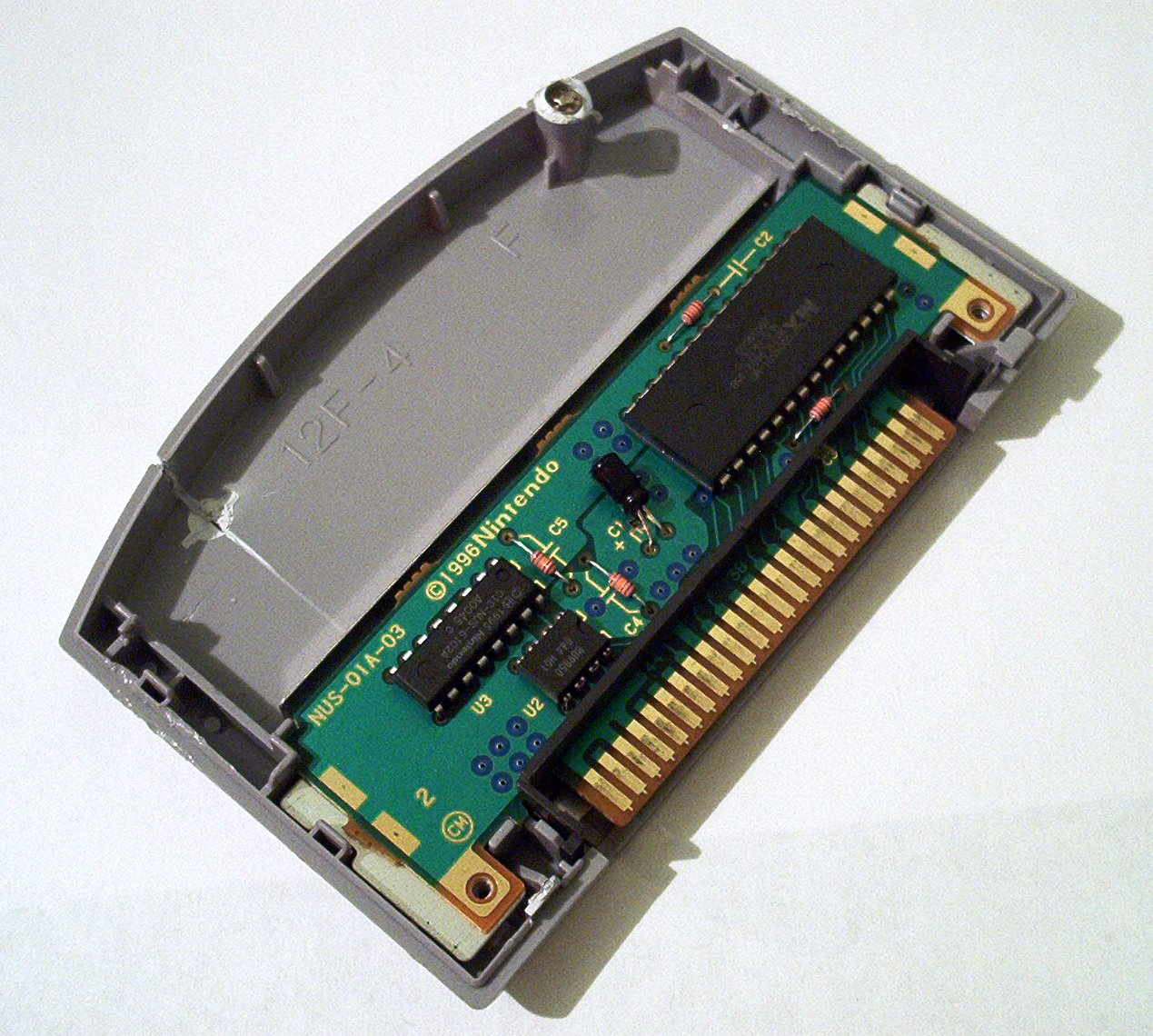
De binnenzijde van een cartridge voor de Nintendo 64.

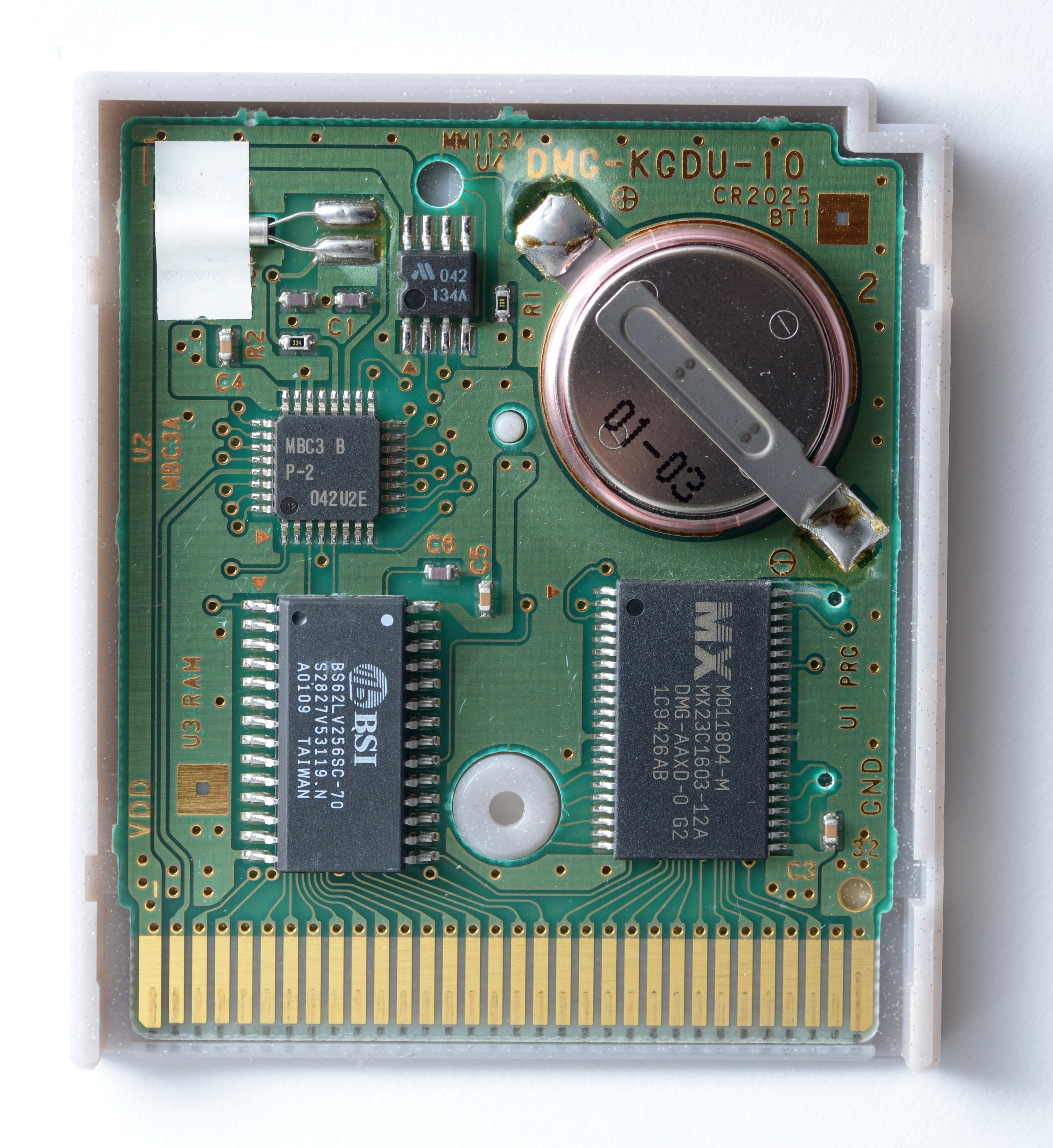
Game Boy-spelcassette met batterij

Een spelcartridge (ook wel spelcassette) is een chip omgeven door een beschermend doosje van hard plastic. Op de chip staat een computerspel. De cartridge moet in een speciale sleuf van een spelcomputer worden geplaatst, waarna het spel kan worden gespeeld. Sommige spelcassettes hebben een ingebouwde batterij voor het opslaan van spelgegevens of scores. Deze batterij zorgt dat de gegevens blijven bewaard in het geheugen van de chip.

## Beschrijving
Spelcartridges zorgen ervoor dat de gebruiker direct en snel toegang heeft tot programma's en spellen, zonder gebruik hoeven te maken van de relatief lange toegangstijden van een diskettestation, cd-romspeler of cassetteband. Een voordeel voor de fabrikant was de relatief veilige distributie van software, die moeilijk door eindgebruikers was te kopiëren. Een nadeel was dat spelcartridges vrij duur waren om te produceren in vergelijking met diskettes of cd-rom. Toen software en spellen steeds groter in omvang werden, verdwenen de spelcartridges langzamerhand uit homecomputers en spelcomputers. Systemen als de Nintendo 64, PlayStation en Dreamcast bleven cartridges gebruiken als geheugenopslag van spelgegevens, dit omdat cd-roms niet beschreven kunnen worden met data.
In 2012 maakten spelcomputers geen gebruik meer van cartridges, met uitzondering van enkele draagbare spelcomputers, zoals de PlayStation Vita en Nintendo 3DS. De software voor moderne systemen staat op een optische schijf of geheugenkaart, of is te downloaden vanaf een online winkel.

## Geschiedenis
Cartridges in het algemeen waren populair onder de homecomputers en spelcomputers in de jaren 1980. Deze cartridges bevatten naast spellen soms ook programma's. Voorbeelden van dergelijke cartridges zijn de Final Cartridge en Simon's Basic. De software kon direct worden geladen in het geheugen zonder wachttijd. Noemenswaardige computers met mogelijkheden voor cartridges waren de Commodore, MSX, Atari, Texas Instruments, en de IBM-pc. Sommige arcadespellen, waaronder SNK's Neo-Geo, Capcoms CPS-2 en Sega's Naomi, maken eveneens gebruik van spelcartridges.
De meerderheid van de eind jaren 1970 tot midden 1990 verkochte spelcomputers waren cartridge-gebaseerd. Het eerste systeem dat gebruik maakte van een cartridge was de Fairchild Channel F in 1976. Toen cd-technologie midden jaren 90 populair werd, gingen veel fabrikanten over naar cd-gebaseerde spellen en computers, zoals de Sega Saturn, Sony PlayStation en Nintendo GameCube.
De Nintendo 64 was tot 2003 een van de laatste spelcomputers voor de thuismarkt die gebruik bleef maken van spelcassettes, met uitzondering van hun draagbare spelcomputers. Met de Nintendo Switch kwam de spelcartridge in 2017 weer terug voor thuisgebruik.

## Uitbreidingen
Spelcartridges kunnen niet alleen spellen of software bevatten maar ook hardware-uitbreidingen. Een voorbeeld is de Super-FX-coprocessor in sommige Nintendo-spellen, waarmee de spelcomputer extra grafische mogelijkheden kreeg, de twee extra controllerpoorten op de Micro Machines 2-spelcartridge, of een betere geluidschip zoals de SCC-chip die in de spelcartridge is ingebouwd.
Reguliere cartridges voor de homecomputer boden modem-functionaliteit, geluidsuitbreidingen, interfaces of extra werkgeheugen.

## Voor- en nadelen

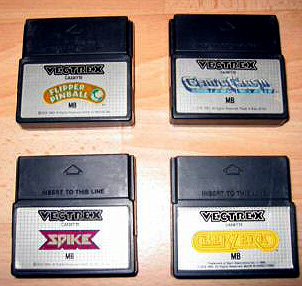
Spelcartridges

Het opslaan van spellen op spelcartridges heeft een aantal voordelen ten opzichte van andere opslagmedia.
- De gegevens op de chip kunnen direct worden gelezen, hierdoor kan het spel gelijk worden gestart.
- Het fysieke formaat van een spelcartridge ligt niet vast. Hierdoor kan eenvoudig een kleine versie van een cartridge worden gemaakt voor een andere spelcomputer.
- Spelcartridges zijn doorgaans robuuster dan de krasgevoelige cd.

Enkele nadelen zijn:
- Vuil en stof op de contacten kunnen voor problemen zorgen.
- Spelcartridges hebben doorgaans minder capaciteit dan andere media.
- Cartridges zijn duurder om te produceren dan bijvoorbeeld een cd.